# イオン上越ショッピングセンター
イオン上越ショッピングセンター（イオンじょうえつショッピングセンター）は新潟県上越市にある総合スーパー（GMS）及びリージョナル型ショッピングセンター（RSC）。
1996年3月に上越ショッピングセンター（じょうえつショッピングセンター）として開業し、2020年10月までは建物の北半分はイオンリテール北陸信越カンパニーが直営する売場（イオン上越店）とイオン専門店からなるイオンゾーン、南半分は地元有力店の組合が運営する専門店街からなるアコーレゾーンとなっていたが、2020年11月からは後者もイオンリテール北陸信越カンパニーが取得し、イオン上越店専門店街となった後、イオン上越ショッピングセンターとなった。

## 概要
1996年（平成8年）3月20日、核店舗ジャスコと地元商店街の協同組合「アコーレ」の65店舗、その他のテナント31店舗からなる上越ショッピングセンター（上越SC）が開業した。アコーレ内には郵便局も設けられた。
同じ上新バイパス沿いには先行して1994年（平成6年）に「上越ウイングマーケットセンター」が開業しており、激しい競争となったほか、これら2施設の台頭は直江津駅前のナルス直江津店閉店など高田、直江津の商店街にも影響を与えた。
なお、当SCの開業前に発足した上越SC事業協同組合準備会は、いづも屋ジャスコ専門店準備組合を前身としており、同市土橋にあったジャスコ高田店（いづも屋百貨店の後継）の増床計画が道路事情により困難になったことに関連している（ジャスコ高田店は当SC開業にあわせて閉店）。

### イオンへの譲渡
前述の通り、2020年11月1日にアコーレの組合は解散となり、旧アコーレゾーンもイオンの管轄となった。
スマートフォン用アプリ「アコーレアプリ」は2020年8月末をもってサービスを終了し、独自のポイントカード「アコーレカード」は同年10月末に終了しイオンの電子マネー「WAON」へ移行した。

## 周辺
北陸自動車道 上越ICや上新バイパスにほど近い立地であるため、郊外型の店舗が集積するほか、上越観光物産センターやリージョンプラザ上越・新潟県立上越科学館などの施設もある。

## 交通アクセス
- 北陸自動車道 上越ICおよび上新バイパス 三田ICからすぐの立地である。
- 最寄りバス停は頸城自動車 「藤野（イオン入口）」で、以下の路線が同バス停に停車する。
  - 6 富岡線（直江津駅・高田駅発着）
  - 11 謙信公大通り循環線（春日山駅発着、平日限定運行）
  - 13 春日山駅・アルカディアシャトル便（春日山駅発着、土休日限定運行）